# Klyxum flaccidum
Klyxum flaccidum is een zachte koraalsoort uit de familie Alcyoniidae. De koraalsoort komt uit het geslacht Klyxum. Klyxum flaccidum werd in 1966 voor het eerst wetenschappelijk beschreven door Tixier-Durivault. 